# Häxprocessen i Delsbo
Häxprocessen i Delsbo ägde rum i Delsbo under det stora oväsendet i Hälsingland mellan 1673 och 1674. Den resulterade i tre avrättningar nyåret 1674.
Det stora oväsendet spred sig våren 1671 från Dalarna till Hälsingland. Den första häxprocessen i Hälsingland ägde rum i Ovanåker. I oktober utsågs en trolldomskommission för Hälsingland. Kommissionen besökte först Ovanåker, och fortsatte sedan till Bollnäs, Norrala, Delsbo, Tuna Idenor och Ljusdal. 
Ett flertal personer anklagades av barn för att ha fört dem till häxsabbat med Djävulen i Blåkulla. 
Trolldomskommissionen dömde tre av de anklagade personerna till döden. Avrättningen ägde rum nyåret 1674 och utfördes genom halshuggning följt av bränning på bål.